# زفلة (حديبو)

تعديل مصدري - تعديل

زفلة هي إحدى قرى مديرية حديبو التابعة لمحافظة سقطرى، بلغ تعداد سكانها 63 نسمة حسب تعداد اليمن لعام 2004.